# San Cristobalito
San Cristobalito es una localidad del municipio de Larráinzar ubicado en la región de Los Altos del estado mexicano de Chiapas.

## Geografía
La localidad de San Cristobalito se sitúa en las coordenadas geográficas 16°54′42″N 92°49′03″O / 16.911667, -92.817500, a una elevación de 1,926 metros sobre el nivel del mar.

## Demografía
Según el Censo de Población y Vivienda 2020, efectuado por el Instituto Nacional de Estadística y Geografía, la localidad de San Cristobalito tiene 927 habitantes, de los cuales 449 son del sexo masculino y 478 del sexo femenino. Su tasa de fecundidad es de 2.89 hijos por mujer y tiene 155 viviendas particulares habitadas.
| Gráfica de evolución demográfica de San Cristobalito entre 1940 y 2020 |
|                                                                        |
| INEGI.                                                                 |